# Гизатдинов, Лутфулла Валиевич
Лутфулла Валеевич Гизатдинов (14 февраля 1918 — 11 июля 1982) — деятель советской промышленности, один из основателей электронной промышленности и ракетно-космической отрасли СССР, конструктор и организатор производства ракетно-космической техники, Герой Социалистического Труда (1971), Лауреат Государственной премии СССР

## Биография
Участник Великой Отечественной войны. После демобилизации в 1946 году окончил Казанский авиационный институт.
В послевоенные годы работал на Казанском заводе теплообменных приборов на должности инженера-конструктора. В 1950 году завод был перепрофилирован в Казанский завод радиокомпонентов. В этом же году по инициативе 32-летнего талантливого инженера-конструктора Лутфуллы Гизатдинова на этом заводе был создан специальный серийно-конструкторский отдел, который он сам и возглавил.
Незаурядные организаторские способности, талант инженера и конструктора, активность и ответственность явились основой для последующего назначения Гизатдинова на должность сначала главного конструктора, а затем и главного инженера завода.
В 1959 году завод получил новое поручение Правительства СССР — освоить опытную разработку и производство телеметрической и дальномерной аппаратуры для ракетно-космической техники — знаменитые «Рубин» и «Алмаз».

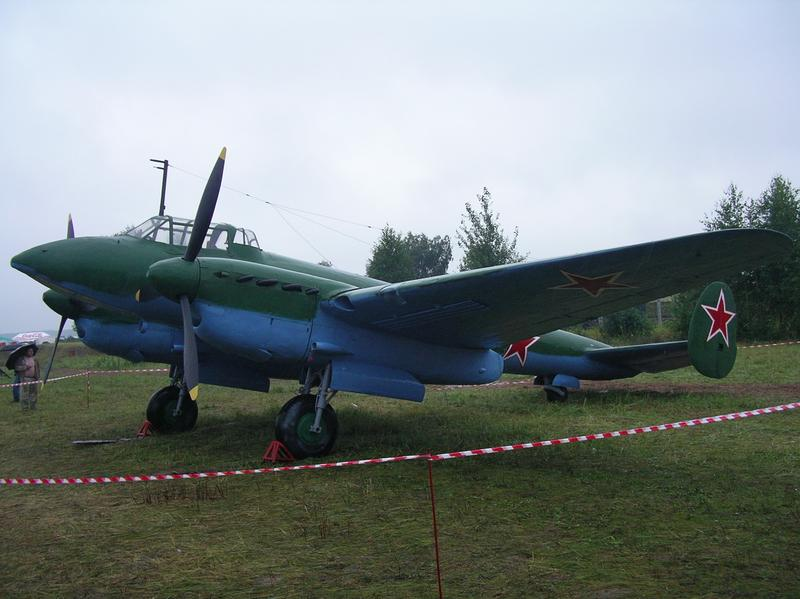
Во время Великой Отечественной войны Гизатдинов Л.В. занимался вопросами серийного производства советского пикирующего бамбардировщика Пе-2

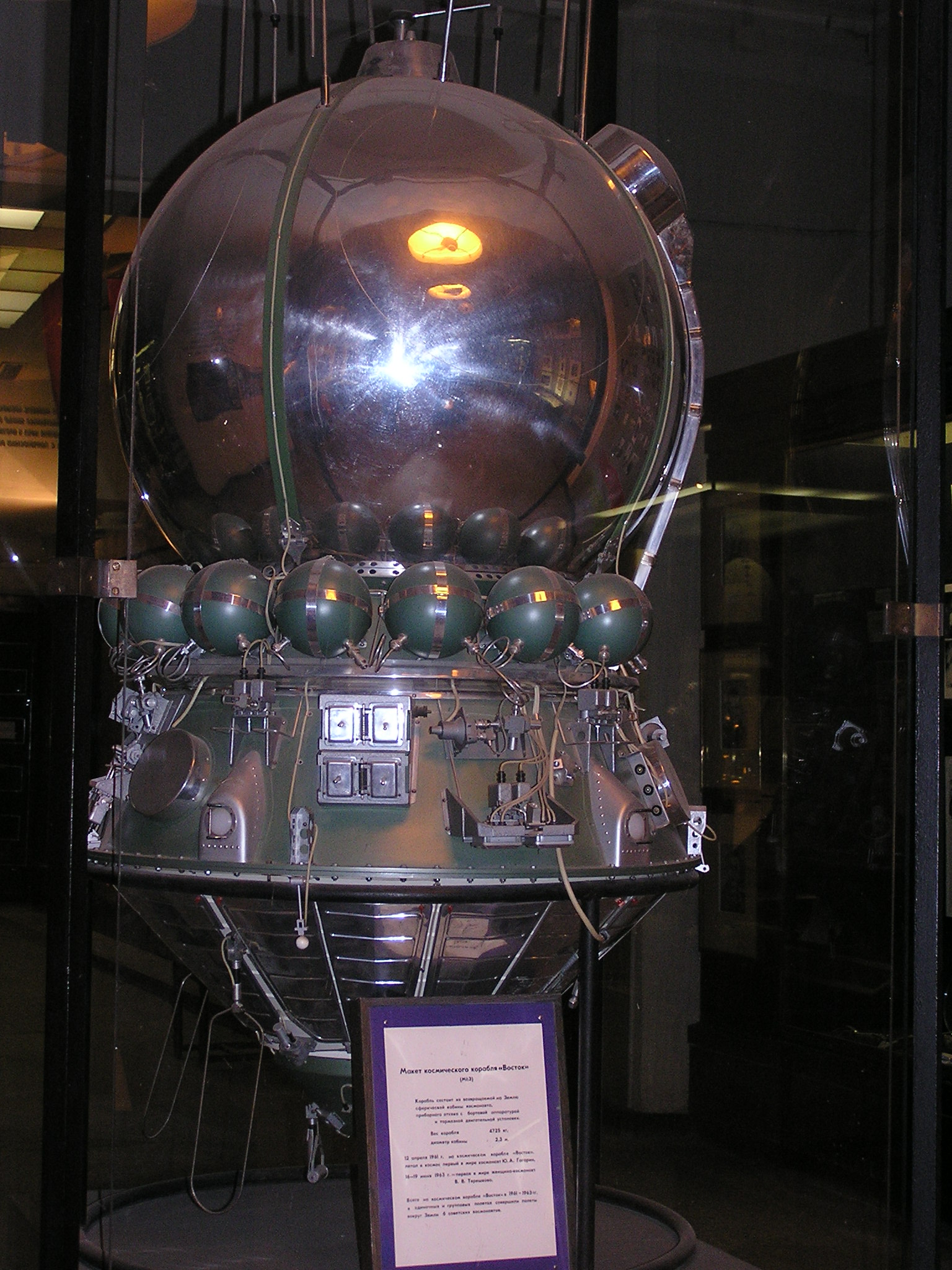
Космический корабль "Восток-1". Аппаратно-техническое обеспечение, в том числе соединители-разъёмы, были изготовлены на Казанском заводе радиокомпонентов под непосредственным руководством Гизатдинова Л.В.

Также было организовано новейшее производство по изготовлению радиотехнической аппаратуры — самолетных систем опознавания, бортовых и наземных радиомаяков для авиации.

Корабли «Аполлон» (слева) и «Союз-19» (справа). Национальный музей авиации и космонавтики США. Комплекс аппаратуры для стыковки космических кораблей был изготовлен на Казанском заводе радиокомпонентов под непосредственным руководством Гизатдинова Л.В.

1962—1982 — генеральный директор Казанского завода радиокомпонентов. Руководил крупным производством 4 пятилетки. При его руководстве и непосредственном участии на предприятии были созданы:
- малогабаритная система двигателя для космического корабля «Восход»;
- ракетно-космическая аппаратура и различные соединители по «космическим» технологиям;
- несколько типов мощных вычислительных комплексов;
- первый в СССР бытовой компьютер и последующие виды советских бытовых вычислительных машин;
- усилители для городского транспорта УТ-1;
- стереопроигрыватель высшего класса;
- компактные диктофоны «Электроника» (можно увидеть в фильме «17 мгновений весны» в руках Штирлица) и др. технические средства, используемые в гражданской, военной и авиационно-космической промышленности.

По инициативе Гизатдинова Л. В. в объединении успешно решались социальные вопросы:
- разработана и реализовывалась программа «Жилье»;
- разработана и реализовывалась программа «Здоровье»;
- была построена первоклассная заводская поликлиника;
- построена заводская база отдыха;
- построен спортивный лагерь;
- построены детский лагерь и детские сады;
- построен первоклассный заводской Дом культуры.

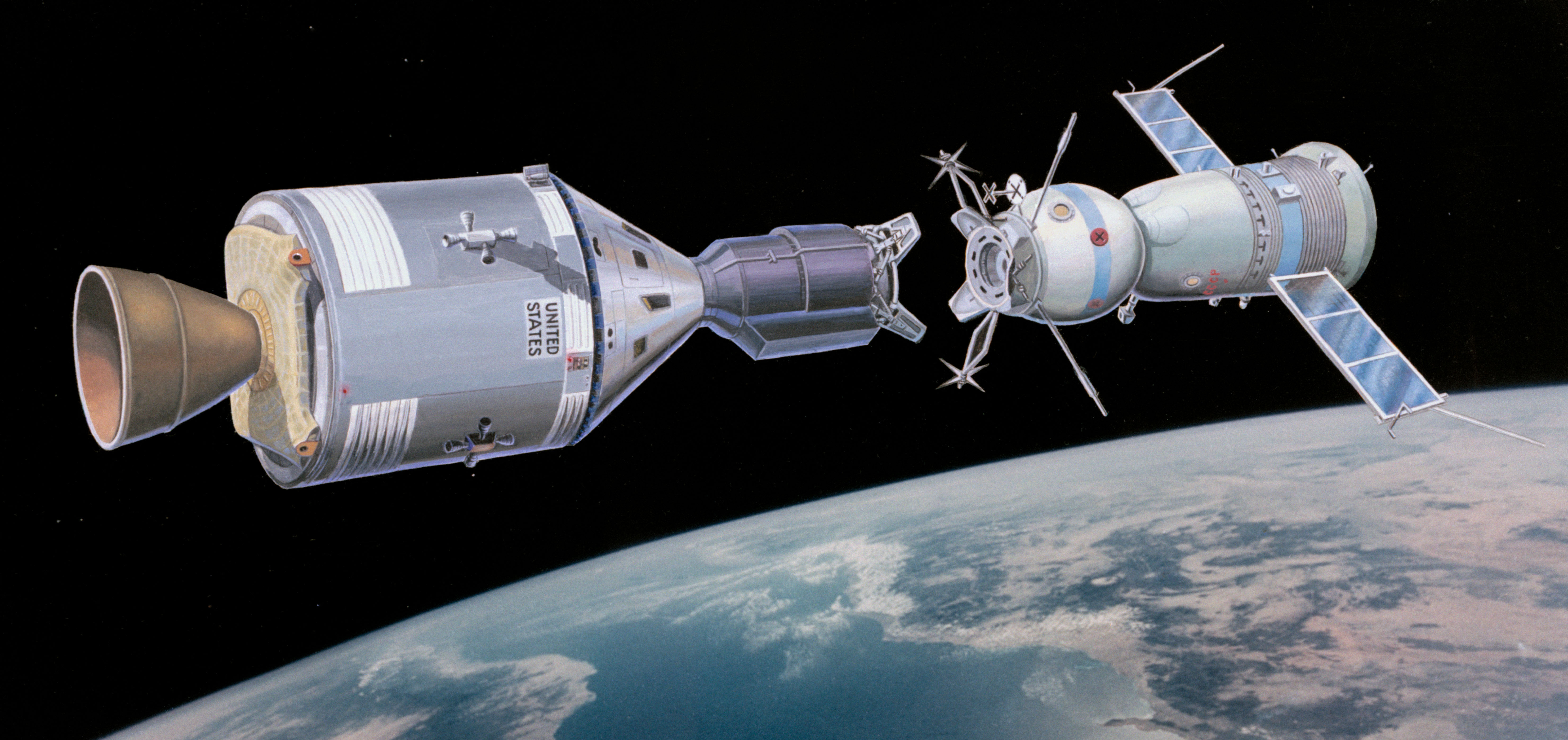
Корабли «Аполлон» (слева) и «Союз-19» (справа). Перед стыковкой космических кораблей. Аппаратно-техническое обеспечение стыковки изготовлено на Казанском заводе радиокомпонентов

В 1960-1961 коллектив завода под руководством Гизатдинова Л.В. активно участвует в подготовке запуска космического корабля «Восток-1», пилотируемого первым в мире летчиком-космонавтом Юрием Гагариным. Трудовые победы коллектива предприятия были высоко оценены Правительством СССР. За успешное выполнение задач завод был награждён орденом Трудового Красного Знамени, а большая группа работников предприятия — орденами и медалями СССР.
В 1968 году правительство СССР поручило Гизатдинову Л. В. в короткие сроки освоить в производстве комплекс аппаратуры для стыковки лунного орбитального и посадочного модулей для намечавшегося полёта на Луну. Завод выполнил свои обязательства. В 1975 году отлично отработала в космосе изготовленная заводом аппаратура для стыковки космических кораблей — советского "Союз-19" и американского «Аполлон» (Apollo) по программе «Союз — Аполлон».
Скончался 11 июля 1982 года. Похоронен в г. Казани на Ново-Татарском кладбище.
Мансур Лисевич (воспоминания):

«Этот интеллигентный и чрезвычайно ответственный человек умел не только генерировать идеи, но и пробуждать творческий потенциал своих подчиненных. Под его началом десятки техников и инженеров стали прекрасными конструкторами. Естественно, что и сам он не стоял на месте. Главный конструктор, заместитель главного инженера, главный инженер, директор, генеральный директор объединения… Директором Лутфулла Валиевич был 20 лет — четыре пятилетки. Под его началом (не просто руководящим, но и творческим, потому что сам он был конструктором) были освоены и выпущены сложнейшие агрегаты, соединители, авиационные и космические приборы, бытовые компьютеры…»

## Награды и звания[3][2][4]
- Звание Героя Социалистического Труда (Указ Президиума Верховного Совета СССР от 26.04.1971);
- Золотая медаль Героя Социалистического Труда «Серп и Молот» (Указ Президиума Верховного Совета СССР от 26.04.1971);
- Орден Ленина (Указ Президиума Верховного Совета СССР от 26.04.1971);
- Орден Октябрьской Революции;
- Четыре ордена Трудового Красного Знамени (28.10.1948, 1961, 1966, 1976);
- Орден Красной Звезды (1945);
- Лауреат Государственной премии СССР;
- Орден Отечественной войны I степени;
- Почётное звание «Заслуженный машиностроитель РСФСР» (1978);
- Нагрудный знак «Заслуженный машиностроитель РСФСР»;
- Медали СССР;
- Почетное звание «Почётный радист СССР» (1978);
- Три Золотые медали ВДНХ;
- Делегат XXIV съезда КПСС (с правом решающего голоса);
- Более 100 почётных грамот президиумов Верховного Совета СССР,
 РСФСР, Татарской АССР, ЦК КПСС и ВЦСПС, министерств
 и ведомств, ведомственных почетных знаков и дипломов,
 а также государственных наград иностранных государств;
- Депутат Верховного Совета Татарской АССР 

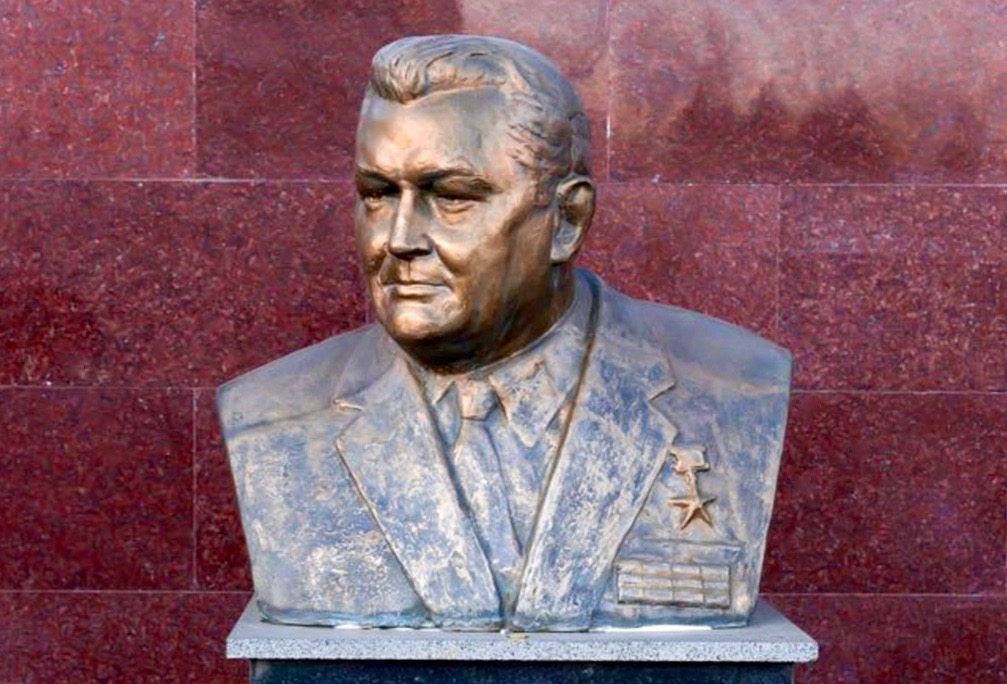
Бронзовый бюст Герою Социалистического Труда Гизатдинову Л. В. (г. Казань)

 и Казанского городского Совета депутатов трудящихся.

## Увековечивание и знаки памяти
- Бронзовый бюст в Казани;
- Мемориальная доска по последнему месту работы;
- Мемориальная доска по последнему месту жительства (Постановление Кабинета Министров Республики Татарстан от 23.05.1997 N 426 «Об установлении мемориальной доски на доме N 89 по улице Гагарина г. Казани»).[6]